# Sturkö
Sturkö est une île de l'archipel de Blekinge, située dans le comté du même nom, en Suède.
En 2010, sa population s'élève à 1 264 habitants.

## Sports
L'île comporte un club de football : l'AIK Atlas.